# جوستين دينتمون
جوستين دينتمون (بالإنجليزية: Justin Dentmon)‏ مواليد 5 سبتمبر 1985 في كاربوندال، هو لاعب كرة سلة محترف أمريكي بدأ مسيرته الاحترافية في سنة 2009 يلعب في الرابطة الصينية لكرة السلة كلاعب هجوم خلفي ويحمل الرقم 55. يبلغ طوله 6 قدم 0 بوصة (1.8 م).

## فرق لعب لها
- سان أنطونيو سبرز
- تورونتو رابتورز
- أولمبيا ميلانو

## إحصائيات المسيرة

### الرابطة الوطنية لكرة السلة

#### الموسم الاعتيادي
| السنة   | الفريق           | لعب | بدأ | دقيقة | ميداني% | ثلاثية | حرة  | ارتداد | صنع | استلاب | تصدي | نقطة |
| ------- | ---------------- | --- | --- | ----- | ------- | ------ | ---- | ------ | --- | ------ | ---- | ---- |
| 2011–12 | سان أنطونيو سبرز | 2   | 0   | 9.5   | .333    | .000   | .000 | .5     | .5  | .5     | .0   | 2.0  |
| 2011–12 | تورونتو رابتورز  | 4   | 0   | 18.0  | .364    | .200   | .667 | 1.8    | 2.3 | .3     | .0   | 5.5  |
| 2012–13 | دالاس مافيريكس   | 2   | 0   | 2.0   | .000    | .000   | .000 | .0     | .0  | .0     | .0   | 0.0  |
| المسيرة |                  | 8   | 0   | 11.9  | .333    | .143   | .667 | 1.0    | 1.3 | .3     | .0   | 3.3  |

## روابط خارجية
- جوستين دينتمون على موقع الدوري الأوروبي لكرة السلة (الإنجليزية)
- جوستين دينتمون على موقع إن بي أي (الإنجليزية)
- جوستين دينتمون على موقع سبورتس رفرنس (الإنجليزية)
- جوستين دينتمون على موقع كرة السلة الأوروبية.كوم (الإنجليزية)
- جوستين دينتمون على موقع كلية كرة السلة في سبورتس رفرنس.كوم (الإنجليزية)
- جوستين دينتمون على موقع ريلجم (الإنجليزية)
- جوستين دينتمون على موقع بروبوليرز (الإنجليزية)
- جوستين دينتمون على موقع سبورتس رفرنس (الإنجليزية)
- جوستين دينتمون على موقع سبورتس رفرنس (الإنجليزية)